# Лащенков, Сергей Николаевич
Серге́й Никола́евич Лащенков (рум. Serghei Laşcencov; 24 марта 1980, Здолбунов, Ровненская область, УССР, СССР) — украинский футболист, защитник. Играл за сборную Молдовы.

## Карьера

### Клубная
В начале карьеры выступал за молдавский клуб «Чухур» и украинский «Кировец» из Могилёва-Подольского. В 1998 году перешёл в «Нистру» (Атаки), в команде провёл 160 матчей и забил 3 гола.
Зимой 2005 года перешёл в харьковский «Металлист». В чемпионате Украины дебютировал 1 марта 2005 года в матче против одесского «Черноморца» (2:1).
В сентябре 2005 года перешёл в мариупольский «Мариуполь».
В июле 2007 года перешёл во львовские «Карпаты». В конце сезона 2007/08 руководство «Карпат» расторгло контракт с Лащенковым, а в июне 2008 года он перешёл в азербайджанский клуб «Олимпик» из Баку. В августе 2009 года стал новым капитаном команды.

### В сборной
За сборную Молдавии провёл 36 матчей, в которых голов не забивал.

### Скандал
Скандал, связан с тем, что Лащенков якобы участвовал в договорном матче «Металлист»—"Карпаты" 26-го тура сезона 2007/08. Игра завершилась со счётом 4:0, Лащенков срезал мяч в свои ворота. 17 августа 2010 года стало окончательно ясно, что Сергей Лащенков пожизненно отстранён от футбольной деятельности, а обе команды оштрафованы на 9 очков. Ровно через 2 месяца, 17 октября 2010 года, апелляционный комитет ФФУ изменил срок дисквалификации с пожизненного на 5 лет.